# Ricardo Morgado
Ricardo Morgado , né le 13 mai 1987 à Lamego, est un enseignant et homme politique portugais, membre du Parti social-démocrate. Il est professeur en droit du sport à l'université européenne de Lisbonne et conseiller juridique du groupe Laureate International Universities.

## Biographie
Ricardo Jorge Morgado da Costa étudie à l'Escola Latino Coelho, où il reçoit, en 2003, 2004 et 2005, le prix « Mérite à l'École ». Il est diplômé en droit de l'université de Porto, titulaire d'un diplôme d'études supérieures en droit et finances du sport de l'université de Lisbonne et titulaire d'une maîtrise en droit de l'Université catholique portugaise. Il est actuellement doctorant en droit à l'université de Porto.
Il occupe plusieurs fonctions associatives et institutionnelles, notamment celles de président de l'Association des étudiants de la faculté de droit de l'université de Porto de 2008 à 2009 et de président de la Fédération académique de Porto en 2010. Il est membre de plusieurs organismes, équipes de travail et conseils, parmi lesquels le Conseil national de l'éducation de 2010 à 2011, le groupe de travail pour la conception de la stratégie d'internationalisation de l'enseignement supérieur portugais en 2014 et la commission pour la révision du règlement d'attribution de bourses d'études aux étudiants de l'enseignement supérieur en 2015. Entre juillet 2011 et octobre 2015, il occupe les fonctions de conseiller/expert technique et d'adjoint au cabinet du secrétaire d'État à l'enseignement supérieur du XIXe gouvernement constitutionnel. Par la suite, de novembre 2015 à juin 2017, il est chef de cabinet du recteur de l'Université européenne. Depuis juillet 2017, il est conseiller juridique de Laureate International Universities au Portugal. Parallèlement, il est enseignant à l'Université européenne et consultant dans les domaines de l'enseignement supérieur, du sport et de la jeunesse. Auteur de plusieurs articles dans des revues et journaux tels que Observador, Brotéria et O Jogo.
En 2019, il est candidat aux élections européennes mais n'est pas élu. 
D'octobre 2021 à avril 2024, il est président de l'Assemblée municipale de Lamego.
En avril 2024, il devient député européen en remplacement de Cláudia Monteiro de Aguiar, nommée ministre dans le XXIVe gouvernement constitutionnel. Il siège au Parlement européen jusqu'à la fin de la législature trois mois plus tard.